# Alexander, Kansas
Alexander är en ort i Rush County i Kansas. Vid 2010 års folkräkning hade Alexander 65 invånare.